# Ernst Märzendorfer
Ernst Johann Märzendorfer (* 26. Mai 1921 in Oberndorf bei Salzburg; † 16. September 2009 in Wien) war ein österreichischer Dirigent, Komponist und Musikforscher.

## Leben
Ernst Märzendorfer wurde in Neu-Oberndorf 51 geboren als Sohn des Revierinspektors der Gendarmerie Johann Märzendorfer aus Taufkirchen an der Trattnach und der Bäckerstochter Emilie geb. Drechsler aus Feldkirchen bei Mattighofen. Am 31. März 1963 heiratete er im Stephansdom in Wien.
Er studierte in Graz bei Robert Wagner und bei Clemens Krauss am Mozarteum Salzburg. Seine Dirigentenkarriere begann 1940 an der Grazer Oper. In der Folge gründete er den Grazer A-cappella-Chor, mit dem er bedeutsame Erstaufführungen verwirklichte (Frank Martins Golgotha u. a.).
Nach zwei Jahren am Teatro Colón in Buenos Aires, wo er als Assistent von Karl Böhm und als Dirigent tätig war, leitete er von 1953 bis 1958 als Chefdirigent das Mozarteumorchester Salzburg. Als solcher förderte er den Bau von Wohnungen für die Familien junger Orchestermusiker in der Salzburger Siebenstädterstraße 29. Ab 1951 war er Professor an der Salzburger Musikakademie Mozarteum, der heutigen Universität Mozarteum Salzburg. Während seines Engagements in Berlin (von 1958 bis 1961) debütierte er 1959 an der Wiener Staatsoper mit Rigoletto und wurde als ständiger Gastdirigent an die Wiener Staatsoper berufen. Von 1964 bis 1984 wirkte er außerdem als ständiger Gastdirigent an der Berliner Staatsoper.
Märzendorfers Opernrepertoire umfasste mehr als achtzig Opern (von Mozart bis Wagner, Verdi, Debussy, Krenek und Milhaud). Darunter finden sich Erstaufführungen wie Die schweigsame Frau in Salzburg, Der Rosenkavalier und Siegfried in Rom, Parsifal in Berlin und die amerikanische Erstaufführung von Strauss’ Capriccio.
Zu den Premieren an der Volksoper Wien zählt Intermezzo von Richard Strauss, mit dem er persönlich bekannt war. In Graz dirigierte er mehr als zwanzig Konzerte, darunter zwischen 1968 und 1973 einen Mahler-Zyklus, unter anderem die Uraufführung seiner Bearbeitung des Finales von Bruckners Neunter und Hugo Wolfs Intermezzo für Streichorchester.
Seine internationale Tätigkeit im Opern- und Konzertbereich führte ihn unter anderem nach Frankreich, Rumänien Italien, Japan, Nord- und Südamerika; er dirigierte bei den Salzburger und Bregenzer Festspielen und den Wiener Festwochen, konzertierte mit den Wiener und Berliner Philharmonikern, den Wiener Symphonikern und anderen bedeutenden Orchestern. Als Chefdirigent des Salzburger Hellbrunn-Festivals dirigierte er in fünfundzwanzig Jahren zwanzig verschiedene Bühnenwerke – von Offenbach bis zu Richard Strauss’ letzter unvollendeter Oper Des Esels Schatten.
Der symphonische Schwerpunkt seiner Dirigententätigkeit lag auf den Werken Bruckners und Gustav Mahlers. Er leitete Erstaufführungen von Werken der Komponisten Hindemith (Mathis der Maler in Paris), Dallapiccola, Orff, Bartók, Britten und Henze. Als erster Dirigent nahm er in Wien alle hundertsieben Sinfonien von Joseph Haydn auf. Von seinen zahlreichen Platteneinspielungen sind die Gesamtaufnahmen von L’elisir d’amore, Eine Nacht in Venedig, Die Hugenotten oder Rappresentazione di Anima e di Corpo (Salzburger Festspiele 1973) sowie Werke von Johann Strauß Vater zu nennen.
Zu den Höhepunkten seiner Opernkarriere zählen Aufführungen von Strauss’ Die schweigsame Frau, Pfitzners Palestrina, Schnittkes Gesualdo und die Uraufführungen von Henzes Tancredi und Idiot an der Wiener Staatsoper und Ivan Eröds Orpheus ex machina in Graz.
2003 dirigierte er die ungekürzte Fassung von Enescus Œdipe in Bukarest. Von 2005 an leitete er als Chefdirigent die Festspiele im Römersteinbruch von St. Margarethen im österreichischen Burgenland.
Märzendorfer, der Klavier, Geige und Bratsche spielte, trat auch als Komponist von kammermusikalischen Werken, von Klavierkonzerten, Bühnenmusik und eines Balletts (Teufelsgarde 1944) hervor.

## Ehrungen
1999 wurde Märzendorfer zum Ehrenmitglied der Wiener Staatsoper ernannt, 2009 zum Ehrenmitglied des Musikvereins für Steiermark.
Er war Träger des Großen Silbernen Ehrenzeichens für Verdienste um die Republik Österreich (2006) sowie des Österreichischen Ehrenkreuzes für Wissenschaft und Kunst I. Klasse (1991) und des Großen Ehrenzeichens des Landes Steiermark, 1991 erhielt er den Johann-Josef-Fux-Preis. Vom österreichischen Bundespräsidenten wurde ihm der Berufstitel Professor verliehen.